# الذاري (النادرة)

تعديل مصدري - تعديل

الذاري محلة تابعة لقرية بيت مشرح، التابعة لعزلة شخب بمديرية النادرة إحدى مديريات محافظة إب في الجمهورية اليمنية، بلغ تعداد سكانها 192 حسب تعداد اليمن لعام 2004.